# Partido Liberal de Honduras

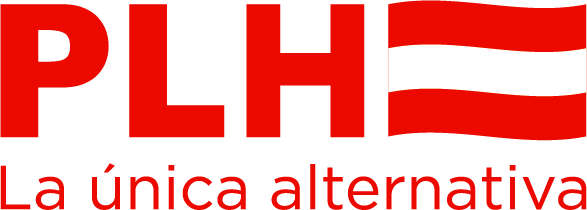
Partiets logotyp.

Partido Liberal de Honduras (Honduras liberala parti) är ett politiskt parti i Honduras, bildat 1891. Partiet är anslutet till den liberala internationalen.
Vid de allmänna valen, den 27 november 2005, erövrade partiet 62 av de 128 platserna i nationalkongressen. Partiets presidentkandidat, Manuel Zelaya, vann presidentvalet men ådrog sig en del intern kritik för att under sin presidentperiod ha genomfört förbättringar för de fattiga i Honduras, närmat landet till olika vänsterregimer i Latinamerika samt anslutit det till handelsalliansen ALBA. Den 28 juni 2009, mitt i natten, greps Zelaya av militären i inledningsskedet av en statskupp, och ersattes av partikamraten Roberto Micheletti. Kuppen har fördömts av omvärlden och har mött ett starkt folkligt motstånd i det fattiga Honduras.